# حصن بن شايع (إب)

تعديل مصدري - تعديل

حصن بن شايع هي إحدى قرى عزلة شعب يافع بمديرية إب التابعة لمحافظة إب، بلغ تعداد سكانها 970 نسمة حسب تعداد اليمن لعام 2004.